# Aéroport international de Ketchikan
L'aéroport international de Ketchikan  (IATA: KTN, ICAO: PAKT, FAA LID: KTN)  est un aéroport public situé à l'ouest du district de Ketchikan en Alaska.
Il est situé sur l'Île Gravina, et n'a aucune route d'accès pour la relier au monde extérieur. Les passagers doivent prendre un ferry pour accéder à l'aéroport. 

## Historique
L'aéroport actuel a été ouvert en août 1973.
En avril 1976 a eu lieu l'accident du Vol Alaska Airlines 60 qui a subit une sortie de piste lors de l'atterrissage, entraînant la mort d'un passager, ainsi que 49 blessés.
Un projet de pont pour le relier à la ville de Ketchikan a été abandonné en 2007.

## Description
L'aéroport dispose d'une piste 11/29 en asphalte de 7 500 ft (2 286 m, et peut aussi accueillir les hydravions.

## Situation
| Anchorage Aniak Bethel Deadhorse Dillingham Fairbanks Galena Homer Juneau Kenai Ketchikan King Salmon Klawock Kodiak Kotzebue Lake Hood Cordova Merrill Nome Petersbourg Red Dog Sitka St. Mary's Teller Unalakleet Unalaska Valdez Wiley Post Wrangell Yakutat |